# Malimbus ibadanensis
Malimbus ibadanensis là một loài chim trong họ Ploceidae.